# Rhacheosaurus
Rhacheosaurus is een geslacht van uitgestorven mariene crocodyliformen dat behoort tot de familie Metriorhynchidae. Het geslacht werd in 1831 opgericht door Christian Erich Hermann von Meyer voor skeletresten uit het Tithonien (Laat-Jura) van Duitsland.

## Geschiedenis en classificatie
Von Meyer benoemde in 1831 de typesoort Rhacheosaurus gracilis. De geslachtsnaam is afgeleid van het Grieks rhacheos, 'wervelkolom', omdat het specimen daar voornamelijk uit bestond. De soortaanduiding betekent 'lichtgebouwd'.
Het holotype is later verloren gegaan. Er bestaan nog wel afgietsels van de wervels en ledematen. Toegewezen specimina zijn het skelet NHM R.3948 en de voorpoot HMN R 3635.1–2.
Een fylogenetische analyse in 2009 toonde aan dat verschillende soorten met een lange snuit die voorheen werden geclassificeerd in de verwante geslachten Geosaurus, Enaliosuchus en Metriorhynchus, in feite nauwer verwant waren aan de oorspronkelijke exemplaren van Cricosaurus, en dus opnieuw werden geclassificeerd in dit geslacht. Deze analyse heeft ook de geslachtsnaam Rhacheosaurus doen herleven.

## Beschrijving
De schedelbeenderen zijn glad en missen een opvallende ornamentering. De tanden hellen naar voren, zijn niet overdwars afgeplat en missen snijranden. Ze zijn opvallend slank en lang. De neusgaten zijn niet volledig gescheiden door de takken van de praemaxillae. De neusgaten beginnen net achter de eerste premaxillaire tand en reiken niet verder dan de eerste maxillaire tand. De buitenrand van het prefrontale is afgerond. Bij het voorhoofdsbeen staan de binnenste en buitenste tak haaks op elkaar in een afgeronde hoek. De bovenrand van de welving van de bovenste slaapvensters ligt lager dan de binnenste tak van het voorhoofdsbeen. De oogkassen zijn even groot als de bovenste slaapvensters. Onder het onderste slaapvenster ligt geen uitstekende beenplaat.
De symfyse van de onderkaken is laag met een hoogte van slechts vijftien millimeter. In de onderkaak zijn het surangulare en het angulare goed ontwikkeld en reiken naar voren tot voorbij de oogkassen.
Het opperarmbeen mist een deltopectorale kam. De pols mist een pisiform. De staart draagt achteraan een staartvin met vermoedelijk alleen een bovenste lob waarvan vlezige resten bewaard zijn gebleven.

## Nicheverdeling
Verschillende soorten metriorhynchiden zijn bekend uit de Mörnsheim-formatie (Solnhofener kalksteen, Vroeg-Tithonien) van Beieren, Duitsland: Rhacheosaurus gracilis, Dakosaurus maximus, Geosaurus giganteus en Cricosaurus suevicus. Er werd verondersteld dat niche-partitionering het mogelijk maakte dat verschillende soorten krokodillenvormen naast elkaar bestonden. De toproofdieren van deze formatie lijken Dakosaurus maximus en Geosaurus giganteus te zijn, dit waren grote, kortsnuitige soorten met gekartelde tanden. De langsnuitige Cricosaurus suevicus en Rhacheosaurus gracilis zouden zich voornamelijk met vis hebben gevoed, hoewel de lichter gebouwde Rhacheosaurus zich misschien heeft gespecialiseerd in het voeden met kleine prooien, wellicht gepantserde inktvissen die met de lange tanden doorboord werden. Naast deze vier soorten metriorhynchiden, was er ook een middelgrote soort Steneosaurus.